# Mercedes-Benz MB100
Mercedes-Benz MB100 (W631) – samochód dostawczy produkowany przez firmę Mercedes-Benz w latach 1981-1995. Budowano również wersję osobową typu van.

## Historia modelu
Mercedes-Benz MB100 Powstawał jako: 
- furgon
- kombi
- podwozie
- podwozie z kabiną brygadową
- camper

W zależności od wersji dopuszczalna masa całkowita (DMC) wynosi 2,55 t lub 2,8 t, zaś ładowność 905 kg lub 1250 kg. Samochód jest oparty na ramie rurkowej, zawieszenie przednie jest w pełni niezależne jednakże oparte na drążkach skrętnych wzdłużnych, które pełnią rolę sprężyn. Ich zaletą jest trwałość natomiast wadą to że wymagają one smarowania, powinno się je smarować za pomocą smarownicy po przejechaniu 10 tys. km, jednak zalecany dystans (przez producenta) to 5 tys. km.
Zawieszenie tylne jest zależne oparte na sztywnej belce z pojedynczymi resorami piórowymi.
MB100 był napędzany wolnossącym silnikiem Diesla o pojemności 2,3 dm³ i mocy maksymalnej 72 KM. Silnik zmodernizowano w 1992 roku, pojemność wzrosła wówczas do 2,4 dm³ a moc do 75 KM. Czterocylindrowe jednostki są mało dynamiczne, ale za to charakteryzują się niewielkim zużyciem paliwa. Średnie zużycie oleju napędowego wynosi około 9-10 l na 100 km. Silniki są bardzo trwałe, natomiast skrzynia biegów produkcji ZF nie cieszy się najlepszą opinią, bywa nietrwała i droga w naprawie.
Hamulce przednie są tarczowe natomiast tylne bębnowe, samochód wyposażany był w system ABS.
Produkcję rozpoczęto w 1981 roku w zakładach MB Espana S.A. w Vitoria-Gasteiz w północnej Hiszpanii, w 1992 przeprowadzono face lifting.
W Niemczech MB100 był oferowany od 1988 roku, jego następcą został Mercedes-Benz Vito.
W latach 1995–2003 w Korei produkowany był na licencji bazujący na MB100 model SsangYong Istana.

## Dane techniczne

### Silnik
- R4 2,4 l (2399 cm³), 2 zawory na cylinder, SOHC
- Układ zasilania: pośredni wtrysk, pompa Bosch
- Średnica cylindra × skok tłoka: 90,90 mm × 92,40 mm
- Stopień sprężania: 21,0:1
- Moc maksymalna: 72 KM (53 kW) przy 4400 obr./min
- Maksymalny moment obrotowy: 140 N•m przy 2600 obr./min

### Osiągi
- Prędkość maksymalna: 126 km/h
- Przyspieszenie 0-100 km/h: 37,1 s

### Inne
- Promień skrętu: 6,05 m
- Opony: 205 R14 6PR